# Anthophora hispanica
Anthophora hispanica es una especie de abeja del género Anthophora, familia Apidae. Fue descrita científicamente por Fabricius en 1787.

## Distribución geográfica
Esta especie habita en el continente africano y en varios países de Europa, también en el norte de Asia (excepto China).